# カルバミン酸メチル
カルバミン酸メチル（カルバミンさんメチル、英: Methyl carbamate）は化学式C2H5NO2で表される有機化合物。最も簡単なカルバミン酸のエステルである。

## 製法
アンモニアとクロロギ酸メチルまたは炭酸ジメチルとを反応させて得られる。アメリカ合衆国特許2834799号によると、三フッ化ホウ素を使い尿素とメタノールを反応させることによっても得られる。天然には、二炭酸ジメチルとともにワインから検出された。

## 安全性
カルバミン酸エチルと異なり、サルモネラ菌に対する変異原性は持たない（エームズ試験では陰性であった）が、ショウジョウバエに対しては変異原性がみられた。動物実験により、ラットに対しては発癌性が認められるがマウスに対しての発癌性は確認されなかった。

## 用途
繊維産業において、ポリエステルと綿の混紡織物のプレス仕上げに用いられる。
誘導体のN-メチルカルバミン酸-2-(1-メチルプロピル)フェニルは分解性を持つコリンエステラーゼ阻害剤として、殺虫剤として使用される。